# Socialismo islamico
Socialismo islamico è un termine coniato da diversi leader musulmani per descrivere una forma più spirituale di socialismo, simile al marxismo islamico e all'affine socialismo arabo, che coniughi i valori dell'Islam (principale divisione tra loro e i marxisti "puri" dei paesi islamici) con la socialdemocrazia nata in Occidente, il secolarismo e l'uguaglianza e talvolta col nazionalismo arabo e il panarabismo.
I socialisti islamici credono che gli insegnamenti del Corano e di Maometto - soprattutto lo zakat, uno dei cinque pilastri dell'Islam - sono compatibili con i principi di uguaglianza economica e sociale. Traggono ispirazione dallo stato sociale ante litteram istituito, secondo loro, da Maometto durante il suo governo a Medina. I socialisti musulmani non sono in genere di tendenza "liberale" come le loro controparti occidentali, anche se ci sono le dovute eccezioni.
Come i cristiano-democratici, essi tentano di coniugare la democrazia con i principi culturali di origine religiosa, ma avversano la sharia e la commistione tra religione e potere politico. Molti di essi trovano le loro radici nell'anti-imperialismo. Molti leader socialisti musulmani credono generalmente nella democrazia rappresentativa o diretta e nella derivazione di legittimità da parte del popolo, al contrario dei leader dei partiti religiosi islamici, che proclamano di essere successori di Maometto, spesso sostenendo la democrazia islamica in forma teocratica, rigettata dagli islamosocialisti.
Esempi di socialismo islamico sono l'ideologia del Libro Verde di Muʿammar Gheddafi in Libia, quella di Fatah in Palestina, del partito Baath di Iraq (Saddam Hussein e in seguito gli ex sostenitori del passato regime) e Siria (Hafiz e Bashar al-Assad) e, in passato, il nasserismo in Egitto e il regime di Ben Ali in Tunisia.